# Tony Williams (Musikproduzent)
Tony Williams (* Februar 1941 in London Borough of Enfield; † November 2021 in Sawbridgeworth, Hertfordshire) war ein britischer Musikproduzent. Er galt als führende Figur bei der Neuauflage wichtiger Bebop-Sessions aus England sowie der Aufnahme von neuem Material in verschiedenen Stilen.

## Leben und Wirken
Williams war als junger Mann zunächst in verschiedenen Jobs tätig, unter anderem bei Enfield Rolling Mills und später als Laborassistent, aber es waren seine Stationen bei His Master’s Voice und im Dobell’s Jazz Shop in der Charing Cross Road, die sein Interesse am Modern Jazz verstärkten. Als Stammgast bei Konzerten und Clubs in London traf er viele seiner Idole, unter anderem spielte er mit Dizzy Gillespie beim Besuch des Trompeters im Gaumont State Theatre in Kilburn im Jahr 1961 Schach backstage. Williams wurde dann in den frühen 1960er-Jahren als Diskograf bekannt und gehörte 1968 zu den Gründern von Spotlite Records, mit dem ausdrücklichen Ziel, Bebop-Aufnahmen, insbesondere die von Charlie Parker, neu aufzulegen. Mit Hilfe von Ross Russell, dem Inhaber von Dial Records und Autor der Parker-Biografie Bird Lives, beschaffte er alle auffindbaren Aufnahmen, die Parker für Dial aufgenommen hatte, und erhielt die Rechte, sie umfassend als LP Charlie Parker On Dial herauszugeben, die 1970 erschien.
In den folgenden Jahren veröffentlichte Williams weiteres Material, was Spotlite zum führenden Label für diesen Bereich des Jazz machte. Neben weiteren Aufnahmen Parkers sind auf dem Label die Aufnahmen von Musikern wie Dizzy Gillespie, Dexter Gordon, Howard McGhee, Dodo Marmarosa, Coleman Hawkins, Ben Webster, Pepper Adams, Wardell Gray, Tony Fruscella, Al Haig, Cecil Payne, Duke Jordan und Joe Albany erschienen. Williams widmete sich nicht nur der Musik amerikanischer Musiker oder dem Bebop, sondern produzierte auch Alben von Kathy Stobart, Peter King, Don Rendell, Barbara Thompson, Tony Kinsey, Sandy Brown, Karin Krog, Helen Merrill, Tommy Chase und Ray Warleigh. Des Weiteren veröffentlichte er eine wiederentdeckte Session von Tubby Hayes (Live at the Dancing Slipper, Nottingham) sowie Musik von freieren Musikern wie Eddie Prévost, The Siger Band, John Stevens, Trevor Watts, Barry Guy und Howard Riley.
Williams arbeitete eng mit unabhängigen Distributoren wie Chris Wellard und mit John Jack und Hazel Miller bei Cadillac Records zusammen; er veranstaltete in Harlow ein Konzert des Pianisten Sadik Hakim, der 1945 mit Parker für Savoy Records unter seinem ursprünglichen Namen Argonne Thornton aufgenommen hatte.